# David P. Goldman
Pour les articles homonymes, voir Goldman.
« Spengler (journaliste) » redirige ici. Pour les autres significations, voir Spengler.
 (décembre 2013).
Si vous disposez d'ouvrages ou d'articles de référence ou si vous connaissez des sites web de qualité traitant du thème abordé ici, merci de compléter l'article en donnant les références utiles à sa vérifiabilité et en les liant à la section « Notes et références ».
David P. Goldman, né le 27 septembre 1951, est un économiste et analyste américain. Il est connu pour sa tribune dans le Asia Times Online publiée sous le pseudonyme de Spengler. En 2011, il a publié le livre How civilisations die (Comment meurent les civilisations).
En tant qu’économiste, David P. Goldman a publié des centaines d’articles et recherches au sujet de l’économie dans des revues professionnelles ainsi que dans des quotidiens comme The Wall Street Journal, Commentary ou Bloomberg.

## Biographie
David P. Goldman est né d’une famille juive laïque aux États-Unis. Il a obtenu sa licence de l’université Columbia en 1973 et son doctorat en économie de la London School of Economics en 1976. Entre 1976 et 1982, il est le responsable des publications économiques du groupe de l’extrême gauche de l'américain Lyndon LaRouche.
Depuis le début des années 1980 David P. Goldman s’est rapproché du pôle conservateur américain. Depuis 1984, il est engagé en tant qu'économiste et administrateur de fonds d’investissement au Crédit suisse, Cantor Fitzgerald, ASTRI, SG Capital et autres. Depuis septembre 2013, il occupe le poste du directeur de la division des Amériques dans la banque d’investissement ReOrient Group à Hong Kong.
Outre son travail en tant qu’analyste et économiste, David P. Goldman a aussi acquis un savoir dans le domaine de la musicologie (master de l'université de la Ville de New York). Il a publié des articles dans des revues de musicologie et y a consacré son premier livre en 1989. Depuis 2002, il fait partie de la direction de Mannes College The New School for Music à New York.
David P. Goldman est marié et père de deux filles.

## Spengler
En 1997, David P. Goldman a commencé à rédiger un éditorial dans le quotidien Asia Times. De par la nature de son travail dans des établissements financiers il a préféré garder l'anonymat et a choisi pour pseudonyme « Spengler » en hommage au philosophe allemand Oswald Spengler, l'auteur du livre Le Déclin de l'Occident. Il a adopté une partie des idées de Spengler mais s'appuie surtout sur les idées de Franz Rosenzweig.
La fermeture de l'édition imprimée de l'Asia Times a amené David P. Goldman vers internet où il publia quelque 1 800 articles. Plus tard, lorsque sa popularité de « Spengler » (plus d’un million de visiteurs par mois) a évoqué des spéculations sur sa vraie identité et lorsqu'un blog propalestinien a émis l’hypothèse que « Spengler » est David P. Goldman, il a décidé en avril 1999 de révéler l’identité derrière le pseudonyme.

## Pensée
En tant que « Spengler », David P. Goldman a couvert une large gamme de sujets, de la théorie musicale aux percepts de culture et religion (il est aujourd'hui un Juif pratiquant) Mais le cœur de sa pensée tournait autour des questions géoéconomiques et géopolitiques. Dans How civilisations die (2011), il a étalé sa vision du monde inspirée de L'Étoile de la Rédemption de Franz Rosenzweig.
Selon David P. Goldman en suivant Rosenzweig, la force décisive influant le sort des nations et leur croyance en leur futur et la nature de leurs relations au passé. Il est persuadé que la vraie force d’une nation est révélée lors de la rencontre avec l’ère moderne, avec la globalisation et avec une panoplie de concepts et idées changeants et ouverts. La tentative de beaucoup de nations, notamment en Europe, de convertir la croyance religieuse par du nationalisme et dans un concept de « peuple élu » les condamne à sombrer avec la faillite de ces idées.
De façon similaire, la religion musulmane puisant sa force dans une structure sociale hiérarchique et tribale est confrontée par des difficultés considérables dans des situations où cette structure ne peut plus exister. Cela est dû à l’expansion de l’éducation, l’urbanisme et l’affaiblissement des cadres traditionnelles. Selon David P. Goldman, le concept du « tout au rien » caractérisant l’Islam aggrave davantage la situation car elle rejette tout compromis entre l’adoption sans conditions de la foi musulmane et la laïcité totale.

## Publications
- 2010 : Jewish Survival in a Gentile World
- 2011 : It's Not the End of the World, It's Just the End of You: The Great Extinction of the Nations
- 2011 : How Civilisations Die (and Why Islam is dying too)
- 2014 :  (avec Jed Babbin & Herbert I. London), The Sunni Vanguard: Can Egypt, Turkey, and Saudi Arabia Survive the New Middle East?
- 2019 : The Quantum Supremacy: An Entertainment
- 2020 : You Will Be Assimilated: China's Plan to Sino-Form the World
- 2021 : How America Can Lose the Fourth Industrial Revolution